# Berwyn Car spindle
Berwyn Car spindle was een beeldwerk van Dustin Shuler te Berwyn.

## Beschrijving
Het werk bestond uit een 50 voet hoge pin met daarop acht auto's. Het werk bevond zich op de parking van Cermak Plaza Shopping Center op de hoek van Cermak Road en Harlem Avenue. Het werd vernietigd op 2 mei 2008.
Op 31 augustus 2007 werd het werk vereeuwigd door de fotografe Carol Highsmith. Voorts was het te zien in onder meer de film Wayne's World (1992) en in de strip Zippy the Pinhead (2007).